# Rechte koraalzwam
De rechte koraalzwam (Ramaria stricta) is een schimmel die behoort tot de steeltjeszwammen. Het vruchtlichaam is meervoudig vertakt en doet denken aan koraal. De rechte koraalzwam komt voor op plantenresten, takken, houtsnippers en stronken van loofbomen en naaldbomen. De vorm die op loofhout groeit, is doorgaans meer oranje en minder bossig dan die op naaldhout. Het komt vooral voor op beuken, iepen en eiken.

## Kenmerken

### Uiterlijke kenmerken
De vertakkingen zijn 1 tot 5 millimeter dik en staan parallel aan elkaar loodrecht omhoog. De kleur van het vruchtlichaam is bruinachtig tot geel en wordt bleker naar de uiteinden toe. De zwam heeft een leerachtige textuur als het vers is, maar wordt bros als het droog is. De steel groeit uit een witachtige basis en is tot 8 keer vertakt, en de takken zijn allemaal rechtop en bijna parallel. De takken eindigen in 4 tot 5 doornachtige punten. Over het algemeen lijkt het vruchtlichaam bossig en middelgroot, tot 10 bij 7 cm. De steel is enkelvoudig of vertakkend vanaf de basis, met wit mycelium en rhizomorfen die vanaf de basis uitstralen. 

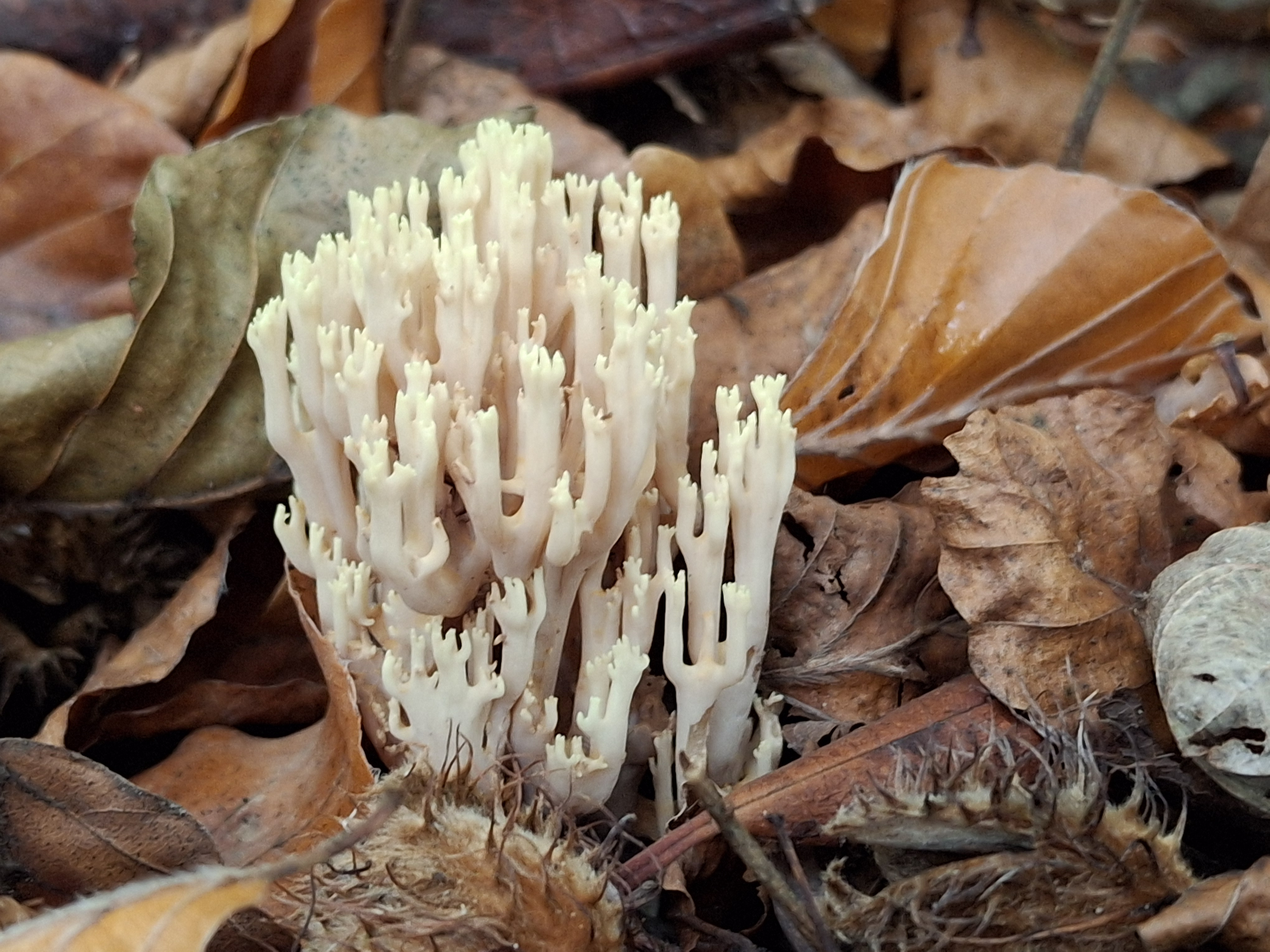
Rechte koraalzwam op bosbodem.

De geur is van anijs en de smaak is bitter.
De sporenprint is donkergeel.

### Microscopische kenmerken
De sporen zijn ruwweg elliptisch, bezaaid met lage cyanofiele wratten, meten 7-10 × 3,5-5,5 μm en het Q-getal (verhouding lengte en breedte) is 1,9 tot 2,2. De basidia hebben basale gespen, zijn meestal viersporig en hebben soms cyanofiele korrelige inhoud.

## Verspreiding
De soort heeft een kosmopolitische verspreiding en is een vrij algemene soort. De schimmel is gebruikelijk in de late zomer en herfst in naaldbossen van de Pacifische kust en de Rocky Mountains. De soort komt vrij algemeen voor in Nederland.

## Eetbaarheid
In Europa wordt de soort beschouwd als een oneetbare paddenstoel, maar in China, Mexico en Madagaskar is het een eetbare paddenstoel.